# Koca Mehmed Hüsrev Pascià
Koca Mehmed Hüsrev Pascià (conosciuto anche come Koca Hüsrev Pascià; a volte citato nelle fonti occidentali come Husrev Pascià o Khosrew Pascià; 1769 – Istanbul, 3 marzo 1855) è stato un militare e politico ottomano.
Fu un ammiraglio, riformatore e statista, che fu Capitan Pascià ("Grande Ammiraglio") della Marina Ottomana. Raggiunse la posizione di Gran Visir piuttosto tardi nella sua carriera, tra il 2 luglio 1839 e l'8 giugno 1840 durante il regno di Abdulmecid I. Tuttavia, durante gli anni 1820, occupò ruoli amministrativi chiave nella lotta contro i signori della guerra regionali, la riforma dell'esercito e la riforma dell'abbigliamento turco. Fu uno dei principali statisti che predissero una guerra con l'Impero russo, che alla fine si sarebbe verificata con lo scoppio della guerra di Crimea.

## Egitto
Era nato nel 1769 e si dice che fosse di discendenza Abaza. Era un protetto di Küçük Hüseyin Pascià, un riformatore che divenne Capitan Pascià nel 1792. Nel 1801, Hüsrev Pascià comandò le 6000 truppe ottomane che assistettero gli inglesi nel liberare Rashid (Rosetta) dai francesi. Per questo, fu nominato governatore dell'Eyalet d'Egitto, nella quale posizione fu incaricato di assistere Hüseyin Pascià nell'uccidere o imprigionare i capi superstiti dei Mamelucchi. Molti di questi furono liberati dai britannici o fuggirono con loro, mentre altri tennero Minya tra l'Alto e il Basso Egitto.
In mezzo a questi disordini, nel gennaio 1802, Hüsrev Pascià sostituì Küçük Husseyn Pascià come wali d'Egitto, e tentò di riorganizzare l'esercito congedando i suoi bashi-bazouk albanesi irregolari che sarebbero stati portati in Rumelia per combattere i francesi; ma la rivolta dei bashi-bazouk impedì questi piani: i ribelli sconfissero le truppe di Hüsrev, e poco dopo Taher o Tahir Pascià sconfissero altre forze e lo costrinsero a ritirarsi a Damietta dove alla fine fu catturato da un esercito combinato mamelucco-albanese (vedi La presa del potere di Mehmet Ali). Fu poi fatto nuovamente fu proclamato vali d'Egitto (3 maggio 1803) da Mehmet Ali per due giorni, anche se non deteneva alcun potere reale.

## Governatore e Capitan Pascià
Prima di lasciare l'Egitto, fu nominato governatore dell'Eyalet di Diyarbekir. Un anno dopo, fu nominato governatore di Salonicco. Nel 1806 fu governatore dell'Eyalet di Bosnia (come appare nel romanzo "La cronaca di Travnik", di Ivo Andrić), prima di essere riconfermato governatore di Salonicco nel 1808.
Hüsrev Pasha ricoprì il rango di Capitan Pascià della Marina Ottomana dal 1811 al 1818. Fu poi nominato governatore dell'Eyalet di Trebisonda per due volte, durante le quali condusse per la regione del Mar Nero della Turchia la lotta che lo stato centrale ottomano stava conducendo contro i governanti feudali locali (Derebey).
Il 19 gennaio 1815, Hüsrev Pascià convocò il dottor Lorenzo Pascià, il medico capo del Serraglio, per assisterlo all'Arsenale, spiegando che il suo medico era assente. La mattina seguente, il corpo di Noccrola fu trovato disteso su una strada vicino all'Arsenale. All'esame autoptico, si scoprì che era stato strangolato.

## Guerra d'indipendenza greca
Durante la guerra d'indipendenza greca, fu nominato nuovamente Capitan Pascià alla fine del 1822. In questo ruolo, catturò e distrusse l'isola di Psara nel giugno 1824 e poi mosse contro Samo, dove fu raggiunto dalla flotta egiziana. Durante i mesi di luglio e agosto, seguirono diverse scaramucce e manovre costanti tra la flotta ottomana e quella greca, che culminarono nella battaglia di Gerontas, una vittoria greca.

## Modernizzatore dell'esercito
Nel 1826, Hüsrev Pascià giocò ruoli vitali sia nell'Incidente di buon auspicio (lo scioglimento del corpo dei Giannizzeri nel 1826) che nella formazione della nuova "Armata Mansure", modellato su quelli delle potenze europee. Nominato serraschiere (comandante dell'esercito) delle Mansure nel maggio 1827, Hüsrev riformò e disciplinò il corpo. Ignorando egli stesso i moderni metodi militari, mise insieme uno staff di esperti stranieri e altro personale per assisterlo, la "Seraskeriye", che costituì il primo staff nella storia ottomana. Grazie alla sua precoce promozione della riforma militare e al suo controllo virtuale sul nuovo esercito ottomano, Hüsrev fu in grado di installare molti dei suoi protetti in posizioni militari di alto livello. In totale, dalla famiglia di Hüsrev arrivarono più di 30 generali.

## Adozione di bambini cresciuti per diventare ufficiali di alto rango
Hüsrev Pascià adottò in tenera età fino a cento bambini, a volte anche schiavi comprati al mercato, che, dopo un'attenta educazione, divennero in seguito i suoi protetti e salirono a posizioni importanti nella struttura statale, il più importante di questi fu İbrahim Edhem Pascià, un bambino di Chio comprato in un mercato degli schiavi di İzmir nel 1822 dopo il terribile massacro di Chio. Levy menziona che nel primo esercito di 27000 uomini del 1827, l'antenato diretto dell'attuale esercito turco, il corpo degli ufficiali includeva un nucleo di 70-80 "figli" di Hüsrev Pascià.

## Adozione del fez per sostituire il turbante
Hüsrev Pascià fu anche determinante per il quasi abbandono del turbante e l'adozione del fez come copricapo universale per gli uomini musulmani dell'Impero Ottomano (escluse le classi religiose) sotto il Sultano Mahmud II. Egli aveva visto il fez indossato occasionalmente da tunisini e algerini durante un viaggio nel Mediterraneo e lo introdusse nella capitale ottomana, da cui l'usanza si diffuse in tutte le terre ottomane compresa la dipendenza nominale dell'Egitto. L'abito e il copricapo spesso significavano dichiarazioni cariche di simboli e politicamente in terre turche